# Марена звичайна
{{#ifeq:0|0|{{#if:Barbus barbus|{{#if:|[[]}}|[[]]}}}}
Марена звичайна (Barbus barbus) — риба родини коропових. Довжина тіла до 85  см, маса 4-6 у виняткових випадках до 12  кг. Спинний плавець високий. Забарвлення тіла рівна срібляста, рідко з дрібними бурими цятками. Статевозрілими стають у віці 3 — 5 років при довжині тіла близько 30-35  см. Крайній вік цієї риби  — 15 років. Відмінною рисою цієї риби є дві пари вусів по кутах рота і голови, які служать для пошуку їжі на дні річки. Спинний і хвостовий плавці сірі, часто червонуваті, всі інші рожеві, оранжеві або червоні, при вершині сіруваті. Райдужка очей срібляста або золотиста. Ікра риби отруйна. Занесена до списку МСОП, Європейського червоного списку та Червоної книги України. З 80-х рр. XX ст. став нечасто траплятися в уловах. Зникнення типових біотопів у результаті зміни гідрологічного, хімічного, біологічного режимів водойм, забруднення води, надмірний вилов.

## Поширення
Західна, Центральна і частково, Східна Європа від Англії до басейну Дністра включно і на півночі від Піренеїв і Альп до басейну Північного і Балтійського морів. В Україні зустрічається в басейні Дунаю (пониззя, басейну Тиси, Пруту і Сірету), Дністра та Вісли.

## Розмноження
Нерест у травні-червні при температурі понад 15 °C, закінчується при 20-22 °C. Плодючість самок від 15 до 100 тисяч ікринок.

## Спосіб життя
Личинки і молодь живляться дрібними формами фіто- і зоопланктону та бентосу, дорослі риби харчуються виключно донними організмами: молюсками, черв'яками, личинками та ракоподібними, а також ікру, дрібну рибу, водорості та іншу рослинність.